# Mudra (večerníček)
Mudra je československý animovaný televizní seriál z roku 1990.
Scénář připravila M. Lukavská, režii zabezpečil Miroslav Walter. Výtvarnou stránku seriálu vytvořil Antonín Stoják. Bylo natočeno 9 epizod, v délce cca 7 minut.

## Seznam dílů
1. Starosti s učením
2. Starosti se svobodou
3. Starosti s maminkou
4. Starosti s krávou
5. Starosti s Trkfrkem
6. Starosti s lovcem
7. Starosti s Donáškou
8. Starosti s profesorem
9. Konec starostí

## Další tvůrci
- Animace: Zdenka Skřípková, Milada Kačenová, Ladislav Kouba, Miroslav Walter, Miroslav Pojer
- Výtvarník: Antonín Stoják
- Výtvarná spolupráce: Miluše Hluchaničová